# Save Me from Myself
Save Me from Myself – debiutancki album amerykańskiego gitarzysty Briana „HEAD” Welcha (na albumie śpiewa i gra na gitarze elektrycznej). Ukazał się on 9 września 2008 roku. HEAD znalazł się na 63. miejscu na liście Billboardu, sprzedawszy w pierwszym tygodniu ok. 8 tysięcy egzemplarzy swojego solowego albumu. Podczas nagrywania płyty Brian współpracował z takimi muzykami, jak: Archie J. Muise, Jr., Tony Levin, Trevor Dunn, Josh Freese.

## Lista utworów
1. „L.O.V.E” – 6.31
2. „Flush” – 4.26
3. „Loyalty” – 5.07
4. „Re-Bel” – 5.40
5. „Home” – 6.52
6. „Save Me from Myself” – 5.44
7. „Die Religion Die” – 5.34
8. „Adonai” – 5.19
9. „Money” – 4.43
10. „Shake” – 4.48
11. „Washed by Blood” – 9.34

Album zawiera dwa single – „Flush” i „Re-Bel”. Do utworu „Flush” został nakręcony teledysk.